# Шпренгель (Дагестан)
Шпренгель (кутан свх. Ортинский) — кутан колхоза имени Ф.Энгельса Гумбетовского района Дагестана. Входит в сельское поселение «Сельсовет „Арадирихский“».

## Географическое положение
Расположен на территории Бабаюртовского района, в 5 км к юго-востоку от села Татаюрт, на канале Шпренгель.

## История
В 1903 году немцами переселенцами был основан хутор, назван он был в честь одного из первопоселенцев Густава Шпренгеля. По данным на 1926 год хутор Шпренгель состоял из 40 хозяйств. В административном отношении входил в состав Хамза-Юртовского сельсовета Баба-Юртовского района.. В 1930-е годы жители хутора были расселены по близлежащим населенным пунктам. Так по данным на 1939 год отар Шпренгель входил в состав поссовета Совхоза № 1 Баба-Юртовского района.
Кутан не имеет официального статуса населённого пункта. В 2005 году кутан был «легализован» и включен в состав Бежтинского сельсовета первой принятой редакцией закона «О статусе и границах муниципальных образований Республики Дагестан» принят Народным Собранием Республики Дагестан 28 декабря 2004 года. Но уже в 2006 году законом О внесении изменений в Закон Республики Дагестан «О статусе и границах муниципальных образований Республики Дагестан» от 30 ноября 2006 года № 60 кутан был лишен официального статуса.

## Население
| 1914 | 1926 | 1939 |
| ---- | ---- | ---- |
| 43   | ↗161 | ↘8   |

По данным переписи 1926 года на селение хутора состояло из: немцы — 81 %, чеченцы — 14 %, кумыки −4 % и аварцы — 1 %.
На хуторе проживали немцы, исповедовавшие лютеранство.